# Корейська вона

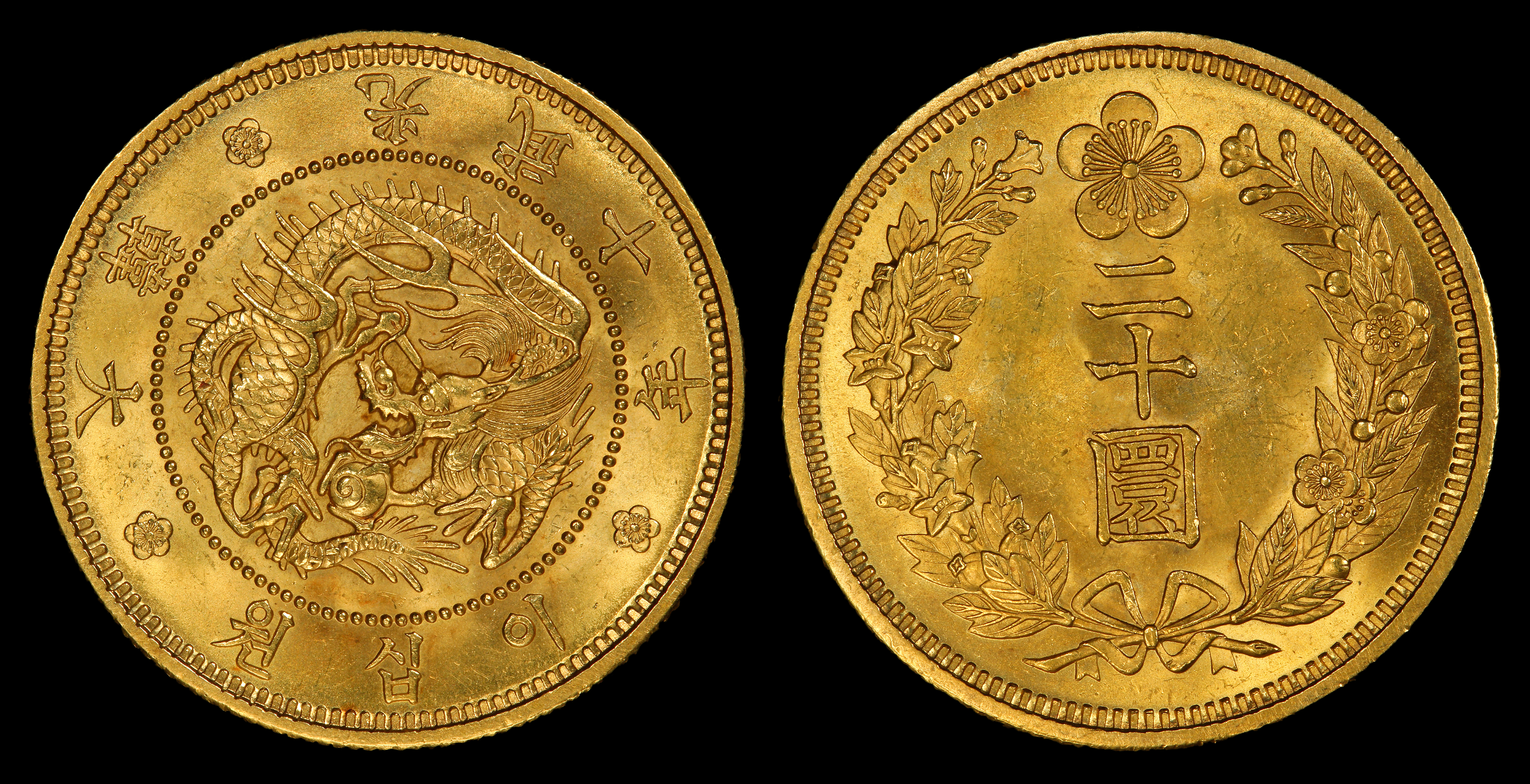
20 золотих вон, 1907

Во́на (кор. 원, 圓) — грошова одиниця Кореї у 1902–1910 роках, складалася з 100 чонів (кор. 전, 錢). З точки зору етимології слово «вона» споріднене «юаню» (сучасна грошова одиниця Китаю) і «єні» (грошова одиниця Японії), які походять від китайського ієрогліфа 圆 — юань («круглий об'єкт», «кругла монета»; у сучасному значенні — «валюта»).
Во́на введена в обіг у 1902, замінивши корейський ян (кор. 양, 兩) у співвідношенні 1:5. У 1910, у зв'язку з перетворенням Кореї на японську колонію, во́на була замінена на корейську єну.
Випускали тільки у вигляді монет, банкноти не були емітовані.
Для позначення во́ни використовували традиційні китайські ієрогліфи 圆 і 圆 або склад хангиля 원.
Нині назву «во́на» носять національні валюти Південної (з 1950) та Північної Кореї (з 1947).
Назва во́на в українській мові походить від словосполучення 원화, що вимовляється як вон(ху)а, і дослівно перекладається: валюта Вон.